# 비너스의 띠

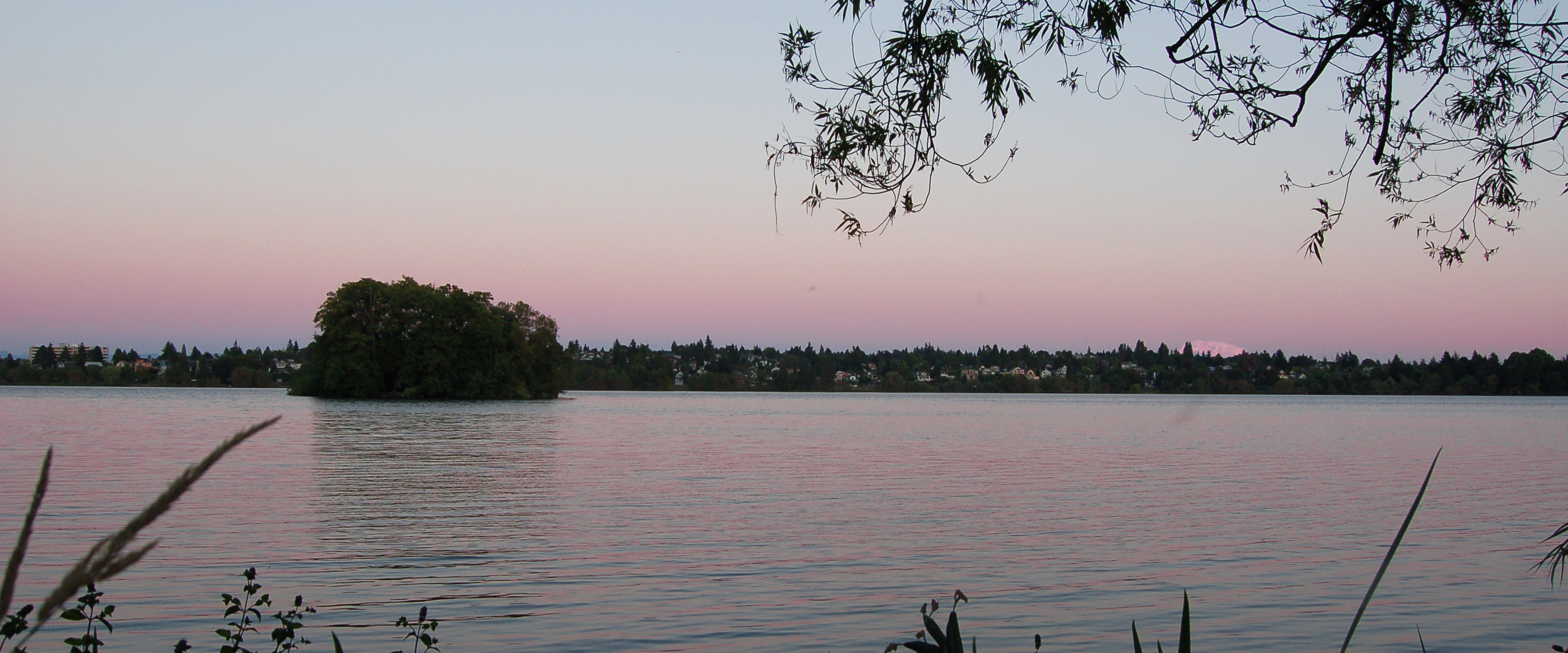
시애틀

비너스의 띠(Belt of Venus)는 해돋이 또는 해넘이 시간대에서 발생할 수 있는 일종의 대기 현상이다. 태양빛이 닿지 않는 부분에 보라색 빛을 띈다.

## 같이 보기
- 대기 굴절
- 블루아워
- 매직아워